# MHCC97
MHCC97是一種人類高轉移性肝癌細胞系，仍然保留原始腫瘤的某些特徵，以緊湊的菌落或單層的形式生長，並且具有約31小時的倍增時間。MHCC97細胞的染色體數目和結構均出現異常，並且所有細胞都缺失Y染色體，它的染色體數範圍為59至65，而模態數則為60和61。MHCC97細胞的建立可能有助於肝癌轉移機制的研究。

## 研究用途

### 增殖、侵襲和遷移
水飛薊素可以呈時間和劑量依賴性地抑制MHCC97細胞的侵襲及遷移能力，其可能的機制是通過抑制Akt磷酸化，從而降低其下游和腫瘤侵襲、轉移相關基因CD29、血管內皮生長因子和MMP-9，同時上調E-鈣粘蛋白以恢復細胞黏附能力。
此外，烏頭鹼對MHCC97細胞增殖、侵襲和遷移能力具有抑制作用，它能顯著降低MHCC97細胞p-P38/P38的比值，並且能顯著抑制MAPKAPK和HSP27磷酸化，具有量效關係，這表明烏頭鹼能抑制MHCC97細胞P38 MAPK信號通路激活。
除此之外， 桂皮酸聯合順鉑應用或兩藥單用均能有效抑制MHCC97細胞的增殖，並且誘導其凋亡。聯用組在低濃度時具有良好促凋亡作用，其促凋亡活力強於桂皮酸或順鉑單用組，並且起到顯著減毒增效的作用。這可能與激活胱天蛋白酶-3的表達有關。

## 外部連結
- Cellosaurus entry for MHCC97 （页面存档备份，存于）（英文）